# Amtsgericht Kötzting
Das Amtsgericht Kötzting war ein von 1879 bis 1973 bestehendes Amtsgericht in Kötzting (später Bad Kötzting genannt) in Bayern.

## Geschichte
Das Landgericht Kötzting wurde im Jahr 1803 errichtet. Mit Wirkung vom 1. Juli 1862 wurde das Bezirksamt Kötzting als reine Verwaltungsbehörde eingerichtet, die bis dahin bestandene Verflechtung von Rechtspflege und Verwaltung im unteren Verwaltungsbereich wurde aufgehoben. Am 15. Juli 1862 wurde das bisherige Landgericht in ein Bezirksamt umgebildet und mit einem Bezirksamtmann I. Klasse besetzt. Die Zuständigkeit des Landgerichtes (als Justizbehörde) wurde auf zwei Landgerichte aufgeteilt: Kötzting mit 30 Gemeinden und Neukirchen b.Hl.Blut mit 16 Gemeinden. Als Eingangsinstanz der niederen Gerichtsbarkeit wurden die Landgerichte 1879 durch das Gerichtsverfassungsgesetz reichseinheitlich in Amtsgericht umbenannt. Es gehörte bis 1932 zum Landgerichtsbezirk Straubing und dann zum Landgerichtsbezirk Regensburg. Das Amtsgericht in Kötzting wurde zum 1. Juli 1973 als Außenstelle in das Amtsgericht Cham integriert und Ende Januar 2007 aufgelöst.

## Gerichtsgebäude
Das ehemalige Amtsgericht in der Herrenstrasse 7 ist ein spätklassizistischer zweigeschossiger Walmdachbau mit Mittelrisalit und Werksteingliederungen, erbaut wurde es 1871/73. Es steht unter Denkmalschutz.